# Золотогорский
Золотогорский — исчезнувший рабочий посёлок в Орджоникидзевском районе Хакасии. Упразднён решением Красноярского краевого Совета депутатов трудящихся от 17 сентября 1957 г.

## География
Располагался в отрогах Кузнецкого Алатау на высоте свыше 1000 м у подножья гор Ивановская и Трансвальская, в верховье реки Сарала. Находился в 110 км к юго-западу от ближайшей железнодорожной станции и административного центра района — посёлка Копьёво.

## История
Возник в 1897 году как посёлок при золоторудном прииске Ивановский. До революции прииском владели Подзинцевы, а в 1913 году рудник перешел к Российскому золотопромышленному обществу («Золоторосс»), поставившему в широких объемах разведочные работы. В 1915 году на руднике начал работать химический завод по извлечению золота химическим путем — с помощью ртути. В 1918 году рудник был закрыт в связи с распадом «Золоторосса». К восстановлению рудника приступили только в 1927 году в рамках «Сибзолото». Указом Президиума ВС РСФСР от 16.04.1940 посёлок Ивановский отнесен к разряду рабочих посёлок с присвоением наименования Золотогорский. В 1943 году из-за истощения рудных запасов рудник был закрыт.

## Население
По данным на 1941 г. в посёлке Золотогорский проживало 3506 человек.